# Akara pięcioplama
Akara pięcioplama, czerwieniak pięcioplamy (Hemichromis fasciatus) – gatunek słodkowodnej ryby z rodziny pielęgnicowatych (Cichlidae).

## Występowanie
Jest gatunkiem szeroko rozprzestrzenionym w Afryce, głównie w zachodniej i centralnej – od Mauretanii i Senegalu, poprzez państwa nad Zatoką Gwinejską aż po Demokratyczną Republikę Konga i północną Angolę. Występuje także w dorzeczu Nilu i w górnym biegu Zambezi. W Villach w Austrii został introdukowany w strumieniu zasilanym przez ciepłe źródła.

## Morfologia
Standardowa długość jego ciała wynosi do 21 cm. Jest hodowany w akwariach, gdzie dorasta do 15 cm długości.

## Warunki hodowlane
| Zalecane warunki w akwarium | Zalecane warunki w akwarium |
| --------------------------- | --------------------------- |
| Zbiornik                    | duży z kryjówkami           |
| Temperatura wody            | 23 – 25 °C                  |
| Twardość wody               | do 15°n                     |
| Skala pH                    | 7,0                         |
| Pokarm                      | żywy, płatkowany, mrożony   |

Ryba terytorialna, przebywa w terenie z kryjówkami, gdzie silnie przekopuje dno.

## Tarło
Dymorfizm płciowy trudny do rozpoznania, samiec z reguły jest nieco szczuplejszy. Dobór par do rozrodu trudny, wymagana jest temperatura wyższa o 3–4 stopnie.
Niekiedy w akwarium dochodzi do sztucznego tarła, gdy dwie samice zachowują się jak prawdziwa para. ikrę składają obie samice, która nie zostaje zapłodniona.